# 彩色气球
彩色气球（英語：Colorful Balloons），是一款图片分享应用程序，由中国的有格互联网科技于2017年5月发布。据《纽约时报》，知情人士称该应用由Facebook授权发布，以进入中国市场。值得留意的是，Facebook Moments國際版app的簡體中文Help頁面把自身稱作「彩色氣球」。

## 历史

### 背景
由于中国的网络审查制度，Facebook自2009年起在中国大陆遭到屏蔽，Facebook旗下应用Instagram和Whatsapp也先后遭到屏蔽。但Facebook频频向中国示好，试图进入中国。2015年，Facebook首席执行官马克·扎克伯格与习近平在西雅图会面。2016年，扎克伯格来到北京，在天安门广场晨跑。

### 发布
彩色气球于2017年5月在App Store上架。据《纽约时报》报道，知情人士透露，该应用由Facebook推出，其界面与功能与Facebook Moments相似。根据App Store的信息，该应用由有格互联网科技发布，该公司注册地是北京，执行董事为张京梅。在Facebook和上海政府的会议中，张京梅坐在Facebook高管王黎（Wang-Li Moser）旁边，被怀疑是Facebook的顾问或员工。此外，有媒体发现，彩色气球的图标、功能及更新记录与Moments几乎一模一样；该应用会生成含有“m.yougeapp.com”域名的二维码链接，该域名的Favicon为Facebook图标；该应用的隐私声明与Facebook的隐私声明如出一辙；网站上留下的邮箱ivy@ugetech.com疑似Facebook在中国招募到的商务拓展总监Ivy Zhang的邮箱。
Facebook拒绝对该应用与Facebook的关系进行评论，张京梅及中国国家网络安全监管机构也没有对此进行回应。据《环球时报》报道，Facebook大中华区人士表示对此事并不知情。

### 传播
Facebook从未对彩色气球进行主动宣传，并采取措施确保该应用无法被广泛传播。在微信发布照片时可以看到下载链接，但该链接无法正常打开。
2017年5月至7月，该应用的下载量很少，在照片和视频类别中最高排第313名。《纽约时报》进行报道后，该应用的下载量受到冲击，截至8月14日，该应用在照片和视频类别中排第40名，但并没有被病毒式传播。

## 功能
该应用可以整理手机相册中的照片，并透過微信或QR码进行分享，也可以邀请微信好友加入相册。

## 评价
据BBC报道，部分用户评价称“风格确实很脸书”，“注册和寻找联系人的方法很尴尬”，“让人感觉是个黑软件”，也有用户表示该应用使用人数过少。
《纽约时报》评论称，此举凸显Facebook进入中国市场的意愿，但在十九大前秘密发布应用可能会破坏Facebook与中国政府间的信任，中国的政治风向使其难以进入中国。